# Inami (Wakayama)
Inami (印南町 Inami-chō?) es un pueblo localizado en la prefectura de Wakayama, Japón. En junio de 2019 tenía una población estimada de 7.671 habitantes y una densidad de población de 67,5 personas por km². Su área total es de 113,62 km².

## Geografía

### Localidades circundantes
- Prefectura de Wakayama
  - Gobō
  - Tanabe
  - Hidakagawa
  - Minabe

## Demografía
Según los datos del censo japonés, esta es la población de Inami en los últimos años.
| Año del censo | Población |
| ------------- | --------- |
| 1995          | 10.077    |
| 2000          | 9.769     |
| 2005          | 9.192     |
| 2010          | 8.606     |
| 2015          | 8.068     |